# Communauté de communes de Gâtine-Racan
La communauté de communes de Gâtine-Racan est un établissement public de coopération intercommunale créé le 1er janvier 2017.

## Historique
Elle est née de la fusion en 2017 de la Communauté de communes de Gâtine et Choisilles et de la Communauté de communes Pays de Racan.
La Communauté de Communes (art. L5214-1 CGCT) est un EPCI créé par la loi du 6 février 1992 qui associe des communes au sein d’un espace de solidarité en vue d’élaborer un projet commun de développement et d’aménagement de l’espace. Elle exerce, en lieu et place des communes membres, des compétences obligatoires et des compétences optionnelles, ainsi que des compétences supplémentaires que les communes lui transfèrent.
La Communauté de Communes regroupe plusieurs communes sur un territoire d’un seul tenant et sans enclave. Cette double condition n’est pas exigée pour les communautés de communes nées avant la loi du 12 juillet 1999 relative au renforcement et à la simplification de la coopération intercommunale, ou issues de la transformation d’un district ou d’une communauté de villes en application de cette même loi (art. L. 5214-1 CGCT, dernier alinéa).
Visant à renforcer les intercommunalités, la loi NOTRe du 7 août 2015 a fait passer le seuil pour constituer celles-ci de 5 000 à 15 000 habitants et prévoit qu’elles seront organisées autour de bassins de vie. Des dérogations sont toutefois prévues pour les zones de montagne et les territoires peu denses, pour lesquels un seuil minimal de 5 000 habitants est possible. De même, les intercommunalités de 12 000 habitants au moins et récemment constituées pourront être maintenues (art. L5210-1-1 CGCT)

## Géographie

### Géographie physique
Située au nord du département d'Indre-et-Loire, la communauté de communes de Gâtine-Racan regroupe 19 communes et présente une superficie de 507,3 km2.

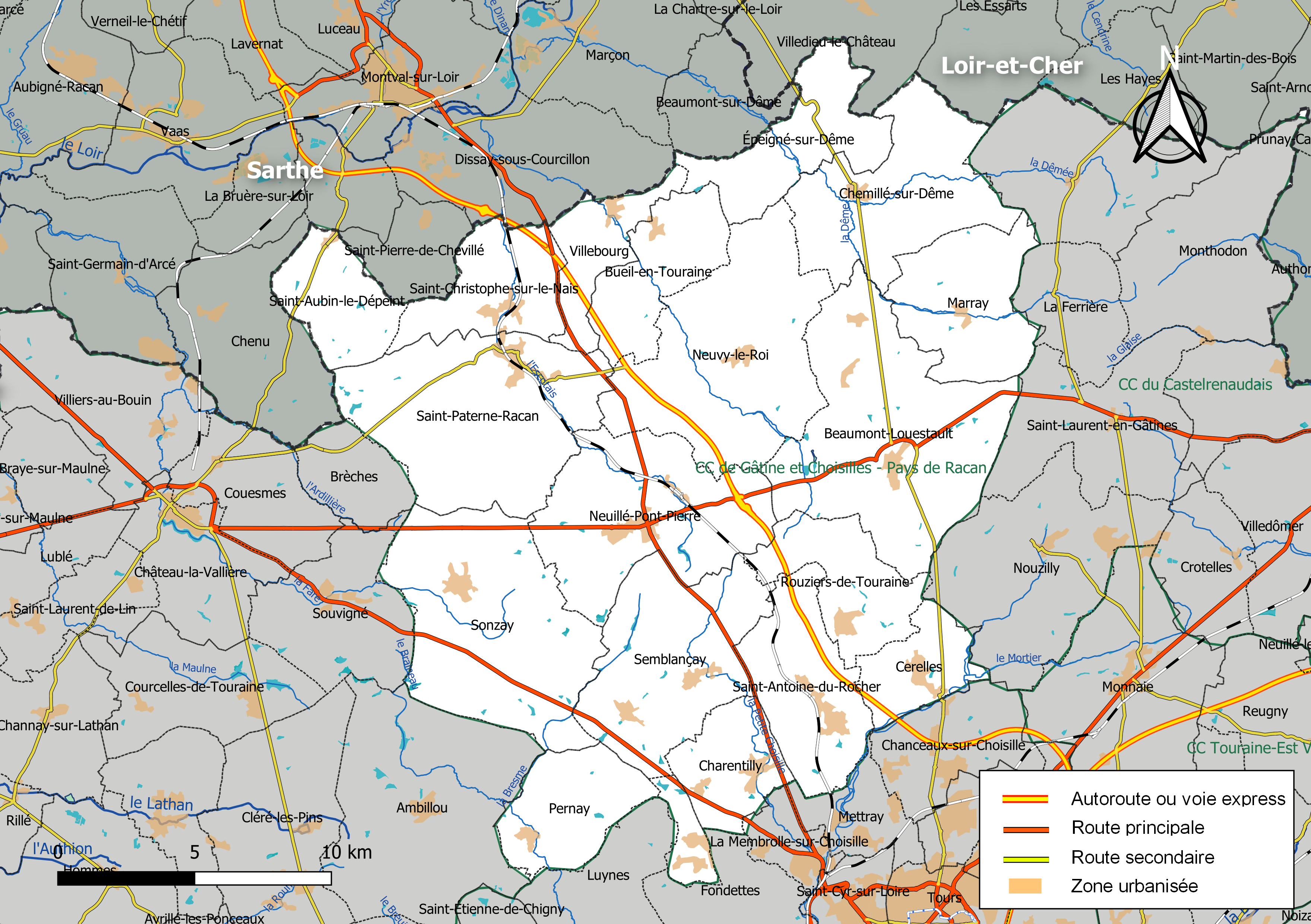
Carte de la communauté de communes de Gâtine-Racan au 1er janvier 2019.

### Composition

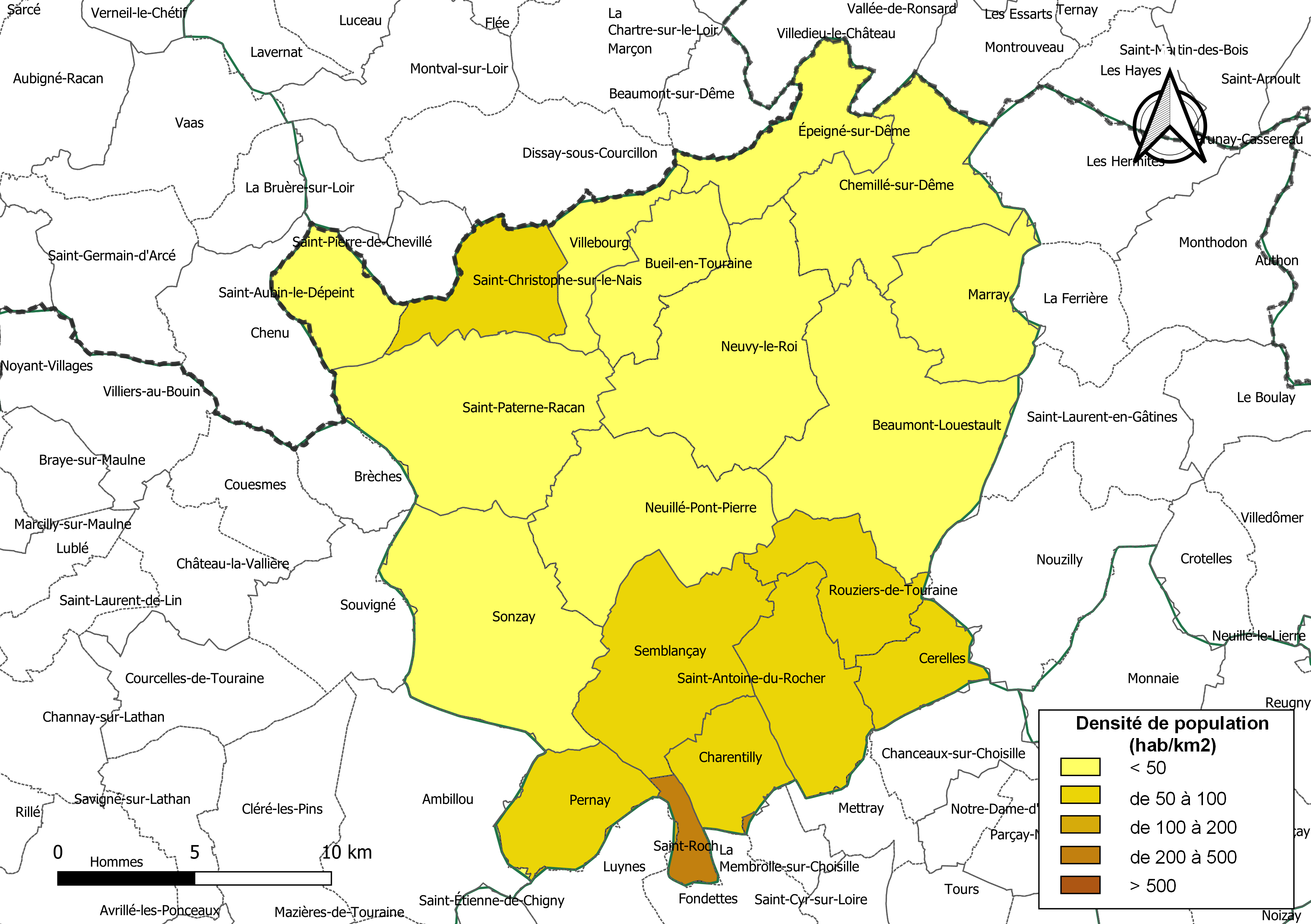
Carte des densités de population (millésimée 2016) des communes de la communauté de communes de Gâtine-Racan. Composition en communes au 1er janvier 2019.

La communauté de communes est composée des 19 communes suivantes :

| Nom                             | Code Insee | Gentilé         | Superficie (km2) | Population (dernière pop. légale) | Densité (hab./km2) |
| ------------------------------- | ---------- | --------------- | ---------------- | --------------------------------- | ------------------ |
| Saint-Antoine-du-Rocher (siège) | 37206      | Rocantoniens    | 24,23            | 1 786 (2022)                      | 74                 |
| Beaumont-Louestault             | 37021      |                 | 55,49            | 1 788 (2022)                      | 32                 |
| Bueil-en-Touraine               | 37041      | Bueillois       | 18,06            | 325 (2022)                        | 18                 |
| Cerelles                        | 37047      | Cerellois       | 12,3             | 1 247 (2022)                      | 101                |
| Charentilly                     | 37059      | Charentillais   | 14,13            | 1 385 (2022)                      | 98                 |
| Chemillé-sur-Dême               | 37068      |                 | 33,54            | 707 (2022)                        | 21                 |
| Épeigné-sur-Dême                | 37101      | Spinacois       | 21,08            | 159 (2022)                        | 7,5                |
| Marray                          | 37149      | Marraysiens     | 23,81            | 489 (2022)                        | 21                 |
| Neuillé-Pont-Pierre             | 37167      | Noviliaciens    | 39               | 2 238 (2022)                      | 57                 |
| Neuvy-le-Roi                    | 37170      | Noviciens       | 47,5             | 1 061 (2022)                      | 22                 |
| Pernay                          | 37182      | Pernaisiens     | 17,61            | 1 556 (2022)                      | 88                 |
| Rouziers-de-Touraine            | 37204      | Rouziérois      | 18,19            | 1 355 (2022)                      | 74                 |
| Saint-Aubin-le-Dépeint          | 37207      | Saint-Aubinois  | 15,19            | 351 (2022)                        | 23                 |
| Saint-Christophe-sur-le-Nais    | 37213      | Christophoriens | 18,27            | 1 077 (2022)                      | 59                 |
| Saint-Paterne-Racan             | 37231      | Saint-Paternois | 47,77            | 1 697 (2022)                      | 36                 |
| Saint-Roch                      | 37237      | Rochiens        | 4,75             | 1 335 (2022)                      | 281                |
| Semblançay                      | 37245      | Semblancéens    | 35,66            | 2 170 (2022)                      | 61                 |
| Sonzay                          | 37249      | Sonzéens        | 48,34            | 1 414 (2022)                      | 29                 |
| Villebourg                      | 37274      | Villebourgeois  | 12,36            | 304 (2022)                        | 25                 |

## Démographie
| 1968   | 1975   | 1982   | 1990   | 1999   | 2009   | 2014   | 2020   |
| ------ | ------ | ------ | ------ | ------ | ------ | ------ | ------ |
| 13 731 | 13 452 | 14 120 | 15 436 | 17 293 | 20 269 | 21 157 | 21 980 |

## Politique communautaire

### Représentation

#### Présidents de la communauté de communes
| Période         | Période  | Identité         | Étiquette | Qualité             |
| --------------- | -------- | ---------------- | --------- | ------------------- |
| 26 janvier 2017 | En cours | Antoine Trystram | LR        | maire de Semblançay |

### Compétences
- Aménagement de l'espace communautaire
- Développement économique
- Politique du logement social d’intérêt communautaire et action, par des opérations d’intérêt communautaire, en faveur des logements des personnes défavorisées
- Création, aménagement et entretien de la voirie d'intérêt communautaire
- Assistance technique et administrative aux communes
- Ordures ménagères
- Action sociale
- Environnement
- Sport, culture et loisirs
- Tourisme
- Gens du voyage
- Contrat de pays
- Services incendie et secours

### Identité visuelle
| Blason à dessiner | Logo de la Communauté de Communes |

## Pour approfondir